# Johann Daniel von Kreber

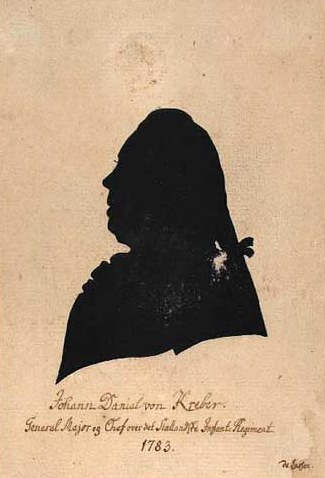
Johann Daniel von Kreber (1783)

Johann Daniel von Kreber (* 13. Oktober 1719 in Glückstadt; † 24. März 1790 in Kopenhagen) war ein dänischer Generalleutnant. 

## Leben
Kreber war ein Sohn des dänischen Leutnants, und nachmaligen Kapitän Daniel von Kerber († 1760) und der Catharina Dorothea Freiers (1697–1754). 
Er begann seine Laufbahn 1739 bzw. 1741 als Fähnrich bei der Infanterie, wechselte dann zur Königlichen Garde zu Fuß. Bis zum Jahr 1769 war er zum Oberst und Regimentskommandeur avanciert. So wurde er am 14. Juni 1769 Inhaber des Delmenhorster Regiments. Im Jahre 1774 begleitete er Prinz Carl von Hessen nach Norwegen. Er stieg weiter auf, 1777 zum Generalmajor und 1789 zum Generalleutnant. Auf Empfehlung und Betreiben Prinz Carl von Hessens wurde Kreber auch Generalinspekteur der Linieninfanterie in Dänemark.
Kreber vermählte sich im Sommer 1751 in Kopenhagen mit Benedicta Eleonora Gedde (1726–1783), einer Tochter des nachmaligen dänischen Generalmajor Samuel Christoph Gedde (1691–1766) und der Marie Elisabeth Pechernaut de le Remière (1705–1751). Aus der Ehe ist wenigstens ein Sohn hervorgegangen:
- Christoph Daniel von Kreber (1755–1840), dänischer Generalmajor und Numismatiker